# Stéphan Grégoire

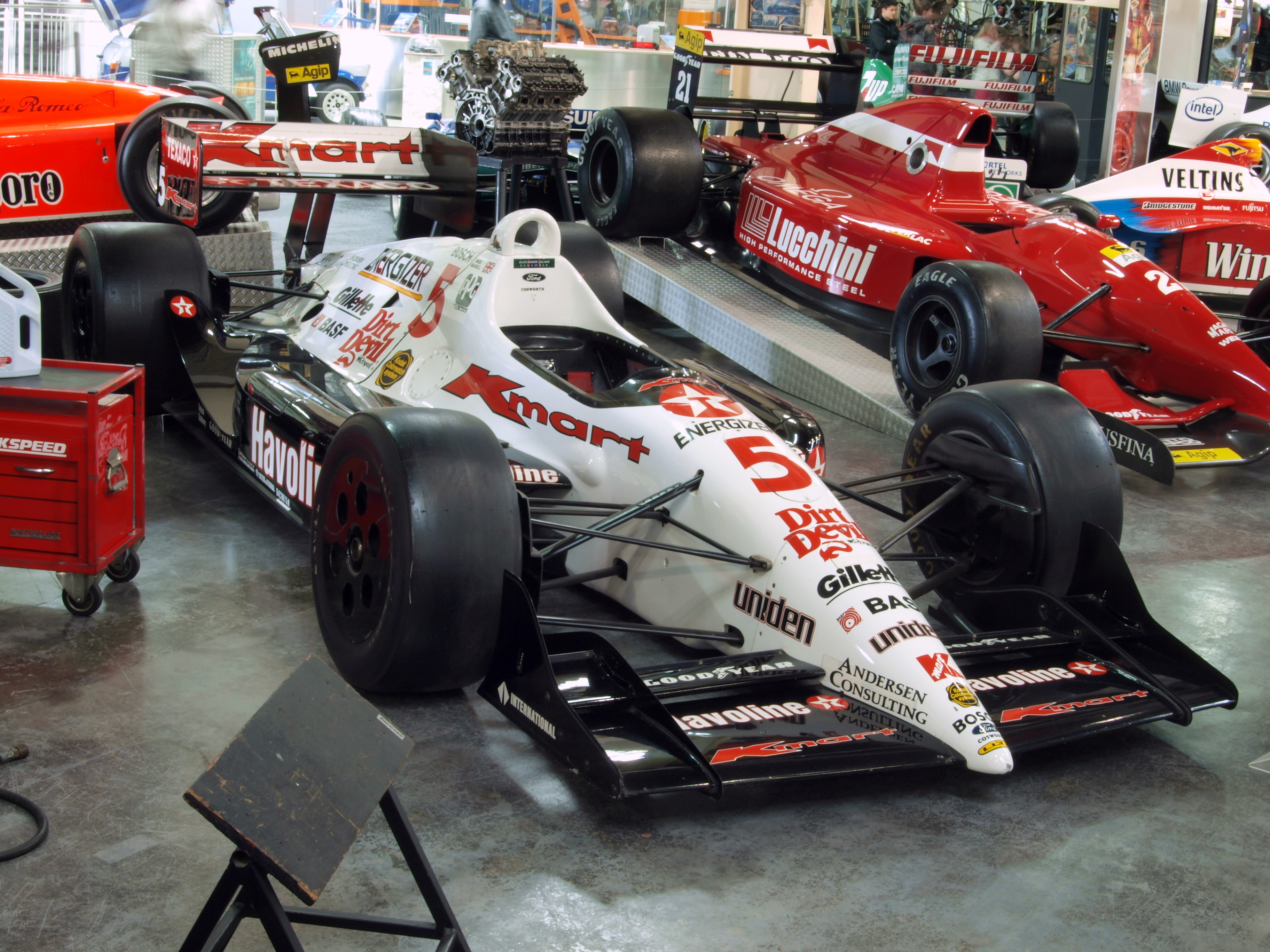
Lola T93/00 aus dem Jahr 1993; am Bild der Einsatzwagen von Nigel Mansell. Grégoire fuhr einen T93/00 1994 beim 500-Meilen-Rennen von Indianapolis.

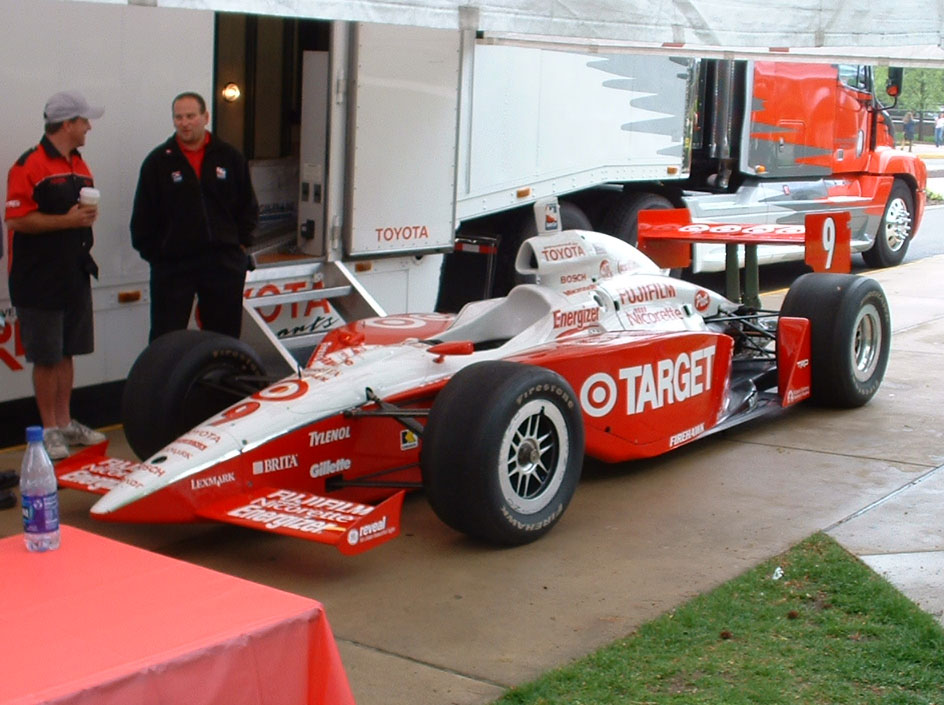
G-Force GF05; mit diesem Rennwagenmodell hatte Gregoire 2000 mit dem achten Rang sein bestes Ergebnis in Indianapolis.

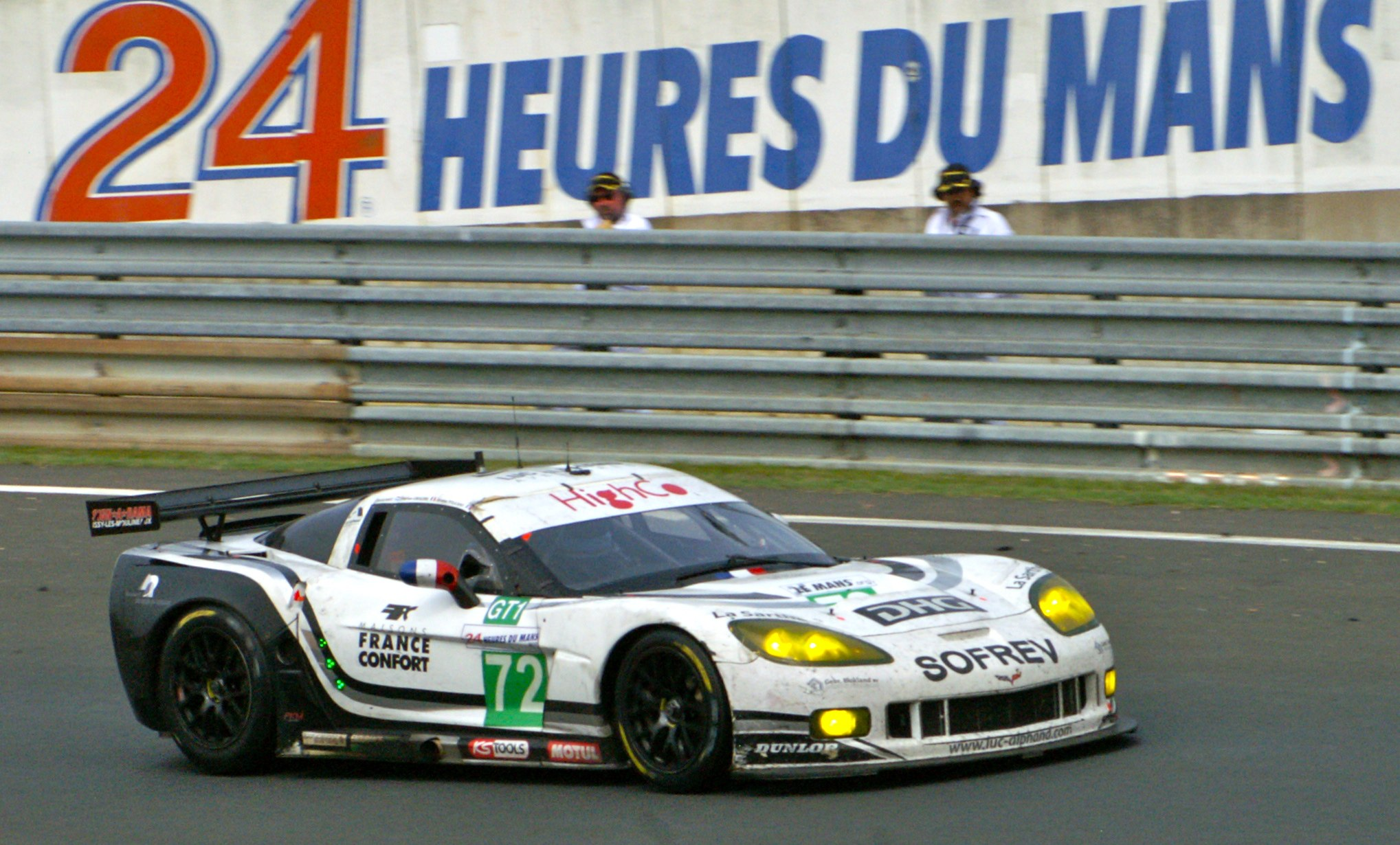
Der von Stéphan Grégoire beim 24-Stunden-Rennen von Le Mans 2010 gefahrene Chevrolet Corvette C6.R

Stéphan André Grégoire, in manchen Publikationen auch Stéphane Grégoire (* 14. Mai 1969 in Neufchâteau), ist ein ehemaliger französischer Automobilrennfahrer und Unternehmer.

## Karriere

### Monoposto
Stéphan Grégoire begann seine Karriere 1988 in der Formel Ford und stieg ein Jahr später in die französische Formel-Renault-Meisterschaft ein, wo er auf einem Martini MK57 und einem Orion 89C hinter Olivier Panis, Emmanuel Collard, Jean Lafond und Guillaume Gomez Fünfter in der Gesamtwertung wurde. 1990 folgte der Wechsel in die Französische Formel-3-Meisterschaft, wo er 1992 als Gesamtfünfter das beste Endergebnis in dieser Serie einfuhr.
Im Unterschied zu vielen seiner Kollegen im europäischen Motorsport, die ihre Zukunft in der Formel 1 sahen, kehrte Grégoire seinem Heimatkontinent 1994 den Rücken und engagierte sich im US-amerikanischen Monopostosport. Schon 1993 hatte er sein Debüt beim 500-Meilen-Rennen von Indianapolis gegeben und das Rennen nach dem 15. Platz in der Qualifikation als 19. der Endwertung beendet. 1994 versuchte er zum zweiten Mal in Indianapolis an den Start zu gehen und war damit nach dem Vorjahr ein weiteres Mal für ein Rennen in der CART-Serie gemeldet. Beim Rennen selbst verpasste er die Qualifikation.
Nach einem Jahr des Stillstands wechselte Stéphan Grégoire 1996 in die Indy Racing League. Die Serie umfasste nur drei Rennen. Der Franzose beendete die Saison als 13. der Gesamtwertung, mit einem frühen Ausfall in Indianapolis. In den folgenden beiden Jahren bestritt er die Rennen der Serie für Chastain Motorsports und beendete die Saisonen 1997 und 1998 an der 11. bzw. 12. Stelle der Gesamtwertung. 1999 wechselte er zu Dick Simon Racing, wo er die nächsten beiden Jahre blieb. 2000 hatte er sein bestes Ergebnis in Indianapolis, als er bei Juan Pablo Montoyas erstem Indy-Triumph als Gesamtachter ins Ziel kam. Im Herbst des Jahres hatte er einen schweren Unfall auf dem Texas Motor Speedway. Er brach sich das linke Knie und den Knöchel. Obwohl die Verletzungen nicht ganz ausgeheilt waren, kehrte er schon 2001 zurück, musste jedoch nach einem frühen Ausfall in Indianapolis auf Anraten der Ärzte eine lange Pause einlegen.
2002 konnte er überhaupt keine Rennen fahren und die Monopostokarriere geriet ins Stocken. Erst 2006 kehrte er zurück, bestritt aber nur das Rennen in Indianapolis, das er wegen Handlingproblemen schon nach 49 gefahrenen Runden aufgeben musste. Seinen letzten Auftritt im Monoposto hatte er in Indianapolis ein Jahr später, als er im Training einen weiteren schweren Unfall hatte und sich eine schwere Rückenprellung zuzog. Auch ein Wirbel war angebrochen, sodass an einen Rennstart nicht zu denken war. Seinen frei gewordenen Platz im Team von Chastain Motorsports nahm Roberto Moreno ein.

### GT- und Sportwagen
In den schwierigen Jahren nach dem Testunfall in Texas, als er keine Angebote aus der Indy Racing League erhielt, versuchte er im Sportwagensport Fuß zu fassen. Er erhielt einen Vertrag bei JMB Racing, einem monegassischen Rennstall, der GT-Wagen von Ferrari in der American Le Mans Series meldete. 2004 begann das Engagement in der Gand-Am-Serie, in der er bis 2008 Rennen bestritt.
Viermal war er beim 24-Stunden-Rennen von Le Mans am Start und einmal beim 12-Stunden-Rennen von Sebring. Nach dem 15. Rang in Le Mans 2010 beendete er seine Karriere.

## Unternehmer
Stephan Gregoire ist Gründungsmitglied von Miles Ahead, einem Unternehmen, das Fahrausbildungen mit Mini-Modellen am Indianapolis Motor Speedway anbietet.

## Statistik

### Le-Mans-Ergebnisse
| Jahr | Team                  | Fahrzeug                | Teamkollege       | Teamkollege     | Platzierung | Ausfallgrund |
| ---- | --------------------- | ----------------------- | ----------------- | --------------- | ----------- | ------------ |
| 2003 | Courage Compétition   | Courage C60             | Jean-Marc Gounon  | Jonathan Cochet | Rang 7      |              |
| 2008 | Rollcentre Racing     | Pescarolo 01            | Vanina Ickx       | João Barbosa    | Rang 11     |              |
| 2009 | Luc Alphand Aventures | Chevrolet Corvette C6.R | Patrice Goueslard | Luc Alphand     | Ausfall     | Unfall       |
| 2010 | Luc Alphand Aventures | Chevrolet Corvette C6.R | Jérôme Policand   | David Hart      | Rang 15     |              |

### Sebring-Ergebnisse
| Jahr | Team           | Fahrzeug                | Teamkollege  | Teamkollege         | Platzierung | Ausfallgrund |
| ---- | -------------- | ----------------------- | ------------ | ------------------- | ----------- | ------------ |
| 2003 | JMB Racing USA | Ferrari 360 Modena N-GT | Fabio Babini | Christian Pescatori | Rang 15     |              |